# Carduus rivasgodayanus
Espèce
Classification phylogénétique
Carduus rivasgodayanus est une espèce de plantes à fleurs de la famille des Asteraceae.
C'est une espèce endémique d'Andalousie, dans la cordillère Bétique occidentale (provinces de Cadix et de Malaga).
Elle est inscrite dans le livre rouge de la flore espagnole comme espèce en danger.